# La Motte-Chalancon
La Motte-Chalancon este o comună în departamentul Drôme din sud-estul Franței. În 2009 avea o populație de 418 de locuitori.

## Evoluția populației
| An        | 1975 | 1982 | 1990 | 1999 | 2006 | 2009 |
| --------- | ---- | ---- | ---- | ---- | ---- | ---- |
| Populație | 398  | 393  | 382  | 395  | 456  | 418  |